# Faragheh
Faragheh (em persa: فراغه, também romanizada como Farāgheh e Ferāghah; também conhecida como Ferāgha) é uma aldeia do distrito rural de Faragheh, no condado de Abarkuh, na província de Yazd, Irã.
Segundo o censo de 2006, sua população era de 994 habitantes, em 272 famílias.